# Михайлов, Михаил Петрович
Михаил Петрович Михайлов (23 декабря 1907, Санкт-Петербург,  Российская Империя — 15 января 1998, Санкт-Петербург, Россия) — советский военачальник, полковник (21.02.1948).

## Биография
Родился 23 декабря 1907 года в Санкт-Петербурге в семье рабочих. Русский.

### Военная служба

#### Межвоенные годы
27 мая 1927 года  был призван в РККА  и проходил службу в 18-й авиаэскадрилье в должности техника по приборам. В феврале 1929 года командирован в Ленинград в Военно-теоретическую школу ВВС РККА. После прохождения теоретического курса с декабря 1929 года проходил летную подготовку сначала во 2-й Борисоглебской военной школе летчиков им. Осоавиахима СССР, а с декабря 1930	года — в Ейской школе морских летчиков и летнабов им. И. В. Сталина. В июле 1931 года окончил последнюю и был назначен младшим летчиком в 63-ю авиаэскадрилью ВВС ЧФ. Член ВКП(б) с 1932 года. В июле 1933 года переведен командиром корабля в 123-ю авиаэскадрилью, с мая 1937 года в той же эскадрилье командовал отрядом. В марте 1938 года назначен командиром эскадрильи в 119-й авиаполк ВВС ЧФ, с 20 декабря 1939 года командовал 45-й отдельной авиаэскадрильей. 28 декабря 1940 года зачислен слушателем в Военно-морскую академию им. К. Е. Ворошилова.

#### Великая Отечественная война
С началом  войны майор  Михайлов продолжал учиться в академии (с августа 1941 г. — в г. Астрахань). 4 марта 1942 года окончил ее и был направлен в распоряжение начальника Ейского военно-морского авиационного училища им. И. В. Сталина.
С 14 мая 1942 года командовал 46-м авиаполком ВВС ЧФ. Первоначально данный полк находился в подчинении командующего Азовской военной флотилией, затем входил в состав 62-й авиационной бригады (Анапа). В августе—сентябре 1942 года полк действовал в составе морской авиагруппы Новороссийского оборонительного района. За этот период полк произвел ряд успешных штурмовых атак по Мариупольскому порту, живой силе и аэродромам противника на Керченском полуострове, а также на подступах к городу Новороссийск.  В начале октября 1942 года 1-я эскадрилья во главе с командным составом полка была отведена в тыл с целью получения новой техники и формирования на её базе штурмового авиационного полка (с тем же номером). 2-я эскадрилья осталась в качестве самостоятельной в составе отдельной морской авиагруппы в составе ВВС Черноморского флота. К этому моменту 46-м полком на самолетах УТ-1б было совершено порядка 800 боевых вылетов. Переформирование полка   (с 13 октября 1942 года) происходило в Мордовии (аэродром Чамзинка), где лётный состав начал переучивание сначала на лёгкие бомбардировщики Р-10, а с ноября 1942 года — на штурмовики Ил-2. С 1 июня 1943 года 46-м полк продолжил свою боевую деятельность  в составе ВВС  Северного флота уничтожая живую силу, наземные объекты, авиацию, корабли  и другую технику противника. За успешное командование полком в течение двух лет  и  30 лично совершённых боевых вылетов на штурмовку вражеских объектов и техники Михайлов был награжден тремя орденами Красного Знамени. 
24 апреля 1944 года подполковник  Михайлов назначается начальником штаба 14-й смешанной авиадивизии ВВС Северного флота, предназначенной для ударов по морским коммуникациям, военно-морским базам и аэродромам противника. В ходе Петсамо-Киркенесской наступательной операции ее части действовали с аэродромов на полуострове Рыбачий, участвовали в уничтожении вражеских самолетов на аэродромах в Петсамо, Киркенес, Вардё, Тана-Фьорд, а также в потплении вражеских боевых кораблей, катеров, транспортов и прочих плавсредств. За эту операцию дивизия и её полки были награждены орденами Красного Знамени, а начштаба Михайлов орденом Нахимова II степени.
11 декабря 1944 года  переведен на должность командира 15-й смешанной авиадивизии ВВС Тихоокеанского флота. С 9 августа 1945 года, командуя дивизией, Михайлов принял участие в Советско-японской войне, в период боевых действий дивизия осуществляла воздушную разведку в акватории северной части Татарского пролива (Николаевск-на-Амуре, Де-Кастри) и истребительное прикрытие объектов на побережье.

#### Послевоенное время
После войны продолжал командовать этой дивизией. С 24 июня 1947 года подполковник  Михайлов состоял в распоряжении Главкома ВМС, затем в начале июля назначен начальником штаба 16-й смешанной авиадивизии ВВС 7-го военно-морского флота. В период с 26 июля по 31 ноября 1947 года  исполнял должность командира дивизии.
С января 1951 года по октябрь 1952 года — слушатель Высшей военной академии им. К. Е. Ворошилова. После ее окончания направлен начальником отдела боевой подготовки штаба ВВС ЧФ. В октябре 1953 года переведен на преподавательскую работу в Военно-морскую академию им. К. Е. Ворошилова, где был старшим преподавателем кафедры тактики ВВС, преподавателем кафедры оперативного искусства и кафедры оперативного использования авиации ВМФ. 16 августа 1960 года полковник  Михайлов уволен в запас.
Указом Президента Российской Федерации от 4 мая 1995 г. полковник в отставке М. П. Михайлов награжден орденом Жукова.

## Награды
РФ
- орден Жукова (04.05.1995)[5]

СССР
- орден Ленина (13.06.1952)[6]
- шесть орденов Красного Знамени (29.11.1942[7], 23.08.1943[8][9], 17.02.1944[10], 15.01.1946[11]  06.11.1947[6][11], 30.12.1956[6][11])
- орден Нахимова II степени (01.11.1944)[12]
- орден Отечественной войны II степени (06.04.1985)[13]
- орден Красной Звезды (03.11.1944)[6][14]
  - медали в том числе:
  - «За оборону Кавказа» (22.12.1944)[15]
  - «За оборону Советского Заполярья»
  - «За Победу над Германией в Великой Отечественной войне 1941—1945 гг.» (1945)
  - «За победу над Японией»
  - «Ветеран Вооружённых Сил СССР»
- знак «50 лет пребывания в КПСС»

Приказы (благодарности) Верховного Главнокомандующего в которых отмечен М. П. Михайлов.
- За овладение  Южным Сахалином и островами Сюмусю и Парамушир из группы Курильских островов. 23 августа 1945 года. № 372.